# Ensemble mégalithique de l'Aire des Trois-Seigneurs
L'ensemble mégalithique de l'Aire des Trois-Seigneurs, est situé à Laval-du-Tarn, dans le département de la Lozère en France.

## Historique
Le dolmen a été restauré au début des années 1980 par Gilbert Fages. L'ensemble mégalithique est inscrit au titre des monuments historiques le 20 avril 1990,.

## Description

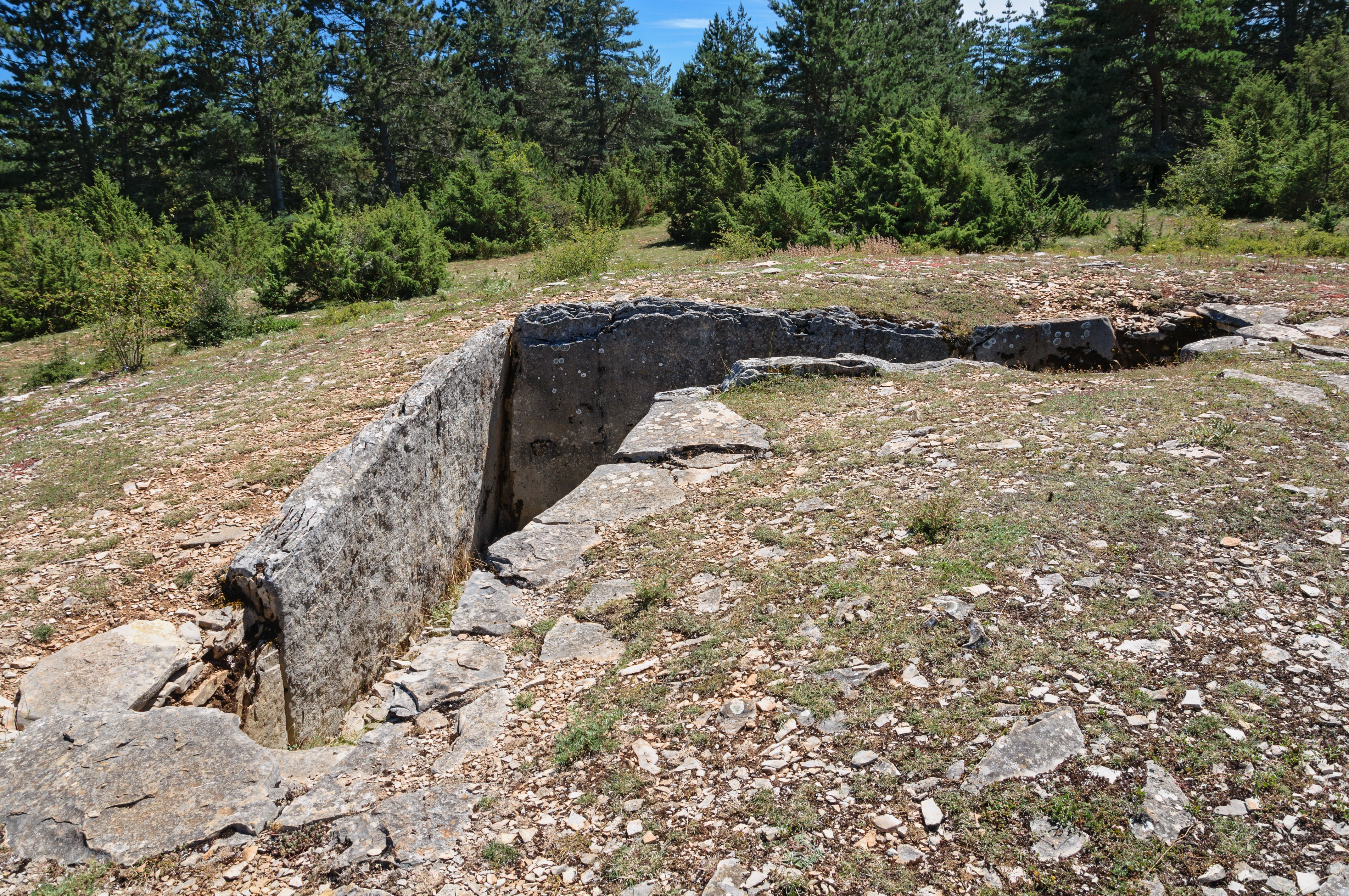
Le dolmen coudé de l'Aire des Trois-Seigneurs.

Le site archéologique se situe sur le causse de Sauveterre, à la limite des territoires des communes de Laval-du-Tarn et Sainte-Enimie, en Lozère, à 5 km au nord du bourg de Saint-Énimie et 7 km au nord-est de celui de Laval-du-Tarn. Le site comprend un dolmen, appelé dolmen de Champerboux, et deux enceintes mégalithiques.
Le dolmen est du type coudé, le plus grand du département. Il est enserré dans un tumulus de 20 m de diamètre. La chambre, orientée est-ouest, mesure 3,80 m de long sur 0,8 à 1,3 m de large et 1,5 m de profondeur. Le vestibule d'accès lui est perpendiculaire, orienté vers le nord sur son côté est ; il mesure 4,1 m de long. Le mobilier archéologique découvert correspond à une réutilisation du tumulus à l'âge du fer.
La première enceinte est située à environ 20 m à l'est du dolmen. Elle comprend 53 pierres dressées,, espacées par des intervalles de 2 à 6 m dessinant un cercle d'environ 90 m de diamètre. La seconde enceinte est située au nord du dolmen. Elle ne comporte que 6 pierres plantées sur une distance d'environ 40 m mais le monument est probablement incomplet.